# 雞絲河粉

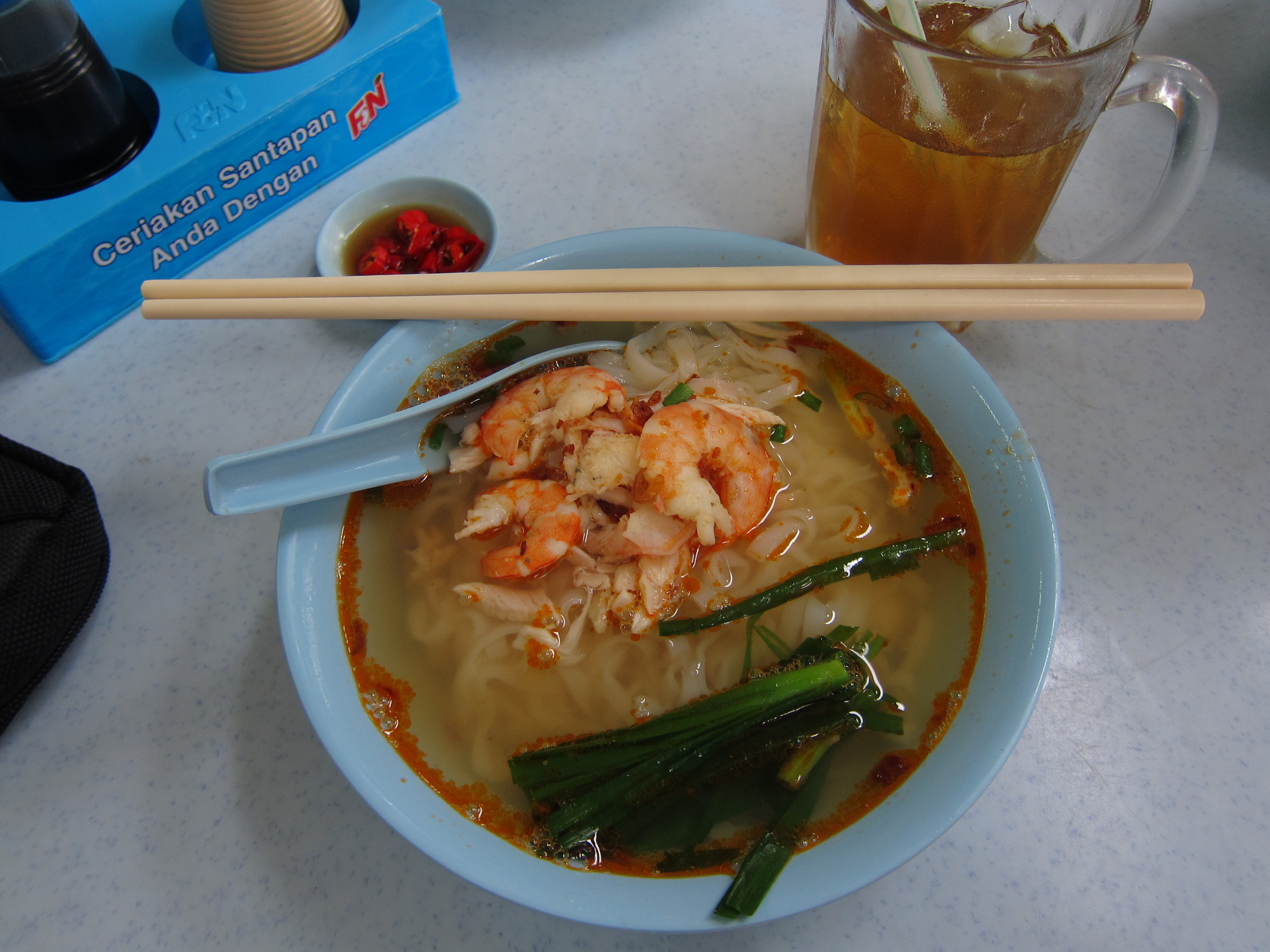
雞絲河粉

雞絲河粉是一道源自於馬來西亞霹靂州怡保市（Ipoh）的華人美食，是由中國廣東省沙河鎮的沙河粉所演變而成。怡保早期以盛產錫礦為名，因此吸引大量來自廣東和客家的移民前來開採錫礦，因為思鄉情懷之下，他們開始製作源自廣東沙河鎮（今廣州市天河區）的河粉。這些廣東移民挑起扁擔，在市區內開始賣起用老母雞湯頭熬製，加上雞絲的雞絲河粉。
後期隨著怡保經濟狀況的好轉，有些商家開始利用附近督亞冷河所盛產的大頭蝦，取其蝦殼蝦頭爆香，熬製成紅油，配上熬製了數小時的老母雞雞湯，再上菜前配上鮮蝦幾隻、蔬菜，最後在淋上蝦油、胡椒粉及蔥酥，成為具有怡保特色的“紅油”雞絲河粉。不過在70年代起，怡保開始流行起芽菜雞這種搭配清湯沙河粉、白斬雞和芽菜的吃法，雞絲河粉在怡保逐漸沒落，甚至其代表性也被芽菜雞所取代。不過在馬來西亞一般的華人傳統咖啡店、茶餐室、美食中心等，仍可以找到雞絲河粉這道麵食。
並非所有雞絲河粉都會搭配蝦油和蝦子，源自吉隆坡的雞絲河粉則是使用炸腐竹、魚餅、魚丸來當配料，味道通常較為清淡。在檳城也有類似的麵食，稱為粿條湯，雖然發展過程不同，但味道卻意外地與吉隆坡的雞絲河粉相似。
怡保鸡丝河粉的制作过程并不复杂，但是它的味道却令人难以忘怀。如果你来到怡保，不妨尝试一下这道美食，相信你也会被它的美味所吸引。

## 另見
- 芽菜雞
- 沙河粉